# Mathiasella bupleuroides
Mathiasella es un género monotípico de plantas herbáceas perteneciente a la familia de las apiáceas.  Su única especie Mathiasella bupleuroides, es originaria de México donde se encuentra en el Estado de Tamaulipas en el Municipio de Hidalgo en la localidad de Purificación.

## Taxonomía
Mathiasella bupleuroides fue descrita por Constance & C.L.Hitchc. y publicado en American Journal of Botany 41(1): 56–58, f. 1. 1954.